# مانزفيلد (دائرة انتخابية في المملكة المتحدة)
مانزفيلد (بالإنجليزية: Mansfield)‏ هي إحدى الدوائر الانتخابية في المملكة المتحدة الممثلة في مجلس العموم في برلمان المملكة المتحدة.
عضو البرلمان الذي يمثلها حالياً هو :Mr Alan Meale (Lab).